# Caso Steve Bartman
O Caso Steve Bartman ocorreu durante um jogo de playoff da Major League Baseball entre o Chicago Cubs e o Florida Marlins no dia 14 de Outubro de 2003 no Wrigley Field em Chicago.
O incidente ocorreu no jogo 6 na final da Liga Nacional de 2003. O Chicago liderava a série "melhor de 7" por 3 jogos a 2. Na oitava  entrada quando o placar estava 3-0 para os Cubs diversos espectadores tentaram segurar a bola (que seria uma foul ball) rebatida por Luis Castillo. Um dos fãs, Steve Bartman, tocou na bola, impedindo uma possível pegada do outfielder dos Cubs, Moisés Alou. Se Alou tivesse pego a bola, teria eliminado o segundo jogador dos Marlins na entrada e os Cubs estariam apenas a 4 eliminações de ganhar a Liga Nacional desde 1945. Ao invés, os Cubs sofreram 8 corridas nesta entrada e acabaram perdendo o jogo por 8-3. Quando foram eliminados no dia seguinte  no sétimo jogo, o "Caso Steve Bartman" foi visto como o desencadeador da derrota.
Em consequência deste incidente, Bartman, fã de longa data dos Cubs, teve que ser escoltado para fora do estádio pela segurança até ficar sob proteção policial. Neste momento seu nome e endereço já circulavam nos fóruns das comunidades da MLB.
O documentário da ESPN de 2011, Catching Hell, traçou similaridades entre este caso e o caso do jogador do Boston Red Sox Bill Buckner que cometeu um erro no jogo 6 da Série Mundial de 1986, e da mesma maneira foi crucificado pela mídia e fãs.

## Incidente com a foul ball
No momento do incidente, Mark Prior estava arremessando com o placar em 3-0 para os Cubs na oitava entrada. Os Cubs também detinha a vantagem na série com três jogos a dois. Estavam apenas a cinco eliminações de voltar a World Series desde 1945; o último campeonato dos Cubs tinha sido em  1908. Luis Castillo estava ao bastão pelo Marlins com um eliminado e contagem completa, com o companheiro de equipe, Juan Pierre na segunda base.
Bartman estava sentado na primeira fileira no canto do campo esquerdo quando Castillo rebateu bola aérea na direção de seu assento. O campista esquerdo dos Cubs, Moisés Alou se aproximou do muro, pulou e tentou alcançar a bola. Bartman tentou apanhar a bola mas falhou em segurá-la e a desviou da luva de Alou. Alou lançou sua luva ao chão, frustrado e gritou com diversos fãs. Os Cubs, em particular Alou e Prior, pediram ao umpire que verificasse se houve interferência, mas o árbitro Mike Everitt decidiu que não houve interferência pois a bola ultrapassou o plano do muro que separa o campo de jogo das arquibancadas.
O técnico dos Cubs, Dusty Baker, não viu a jogada, pois a curvatura do banco de reservas do Cubs bloqueava sua visão.
A decisão de Everitt tem sido pesadamente criticada desde o fato ocorrido. Por exemplo, os autores de Mad Ball: The Bartman Play argumentam que fotografias mostram os braços de Bartman estendidos dentro do campo de jogo e que Castillo deveria ter sido considerado eliminado pela interferência do fã.
No canal Fox, Thom Brennaman narrou a jogada desta maneira: 
"Novamente no ar, indo para a linha esquerda do  campo. Alou ... subindo para as arquibancadas.... e não conseguiu pegar a bola e furioso com um fâ!"

## Consequências

### Para o Cubs e o Marlins
Após o incidente, o Marlins anotou oito corridas:
- Continuando em sua vez ao bastão, Castillo consegue um walk. A bola quatro foi um wild pitch de Prior, que permitiu que  Pierre avançasse para a terceira base.
- Iván Rodríguez, com contagem em 0–2, rebateu uma simples conseguindo a primeira corrida da entrada, alterando o placar para 3–1.
- Miguel Cabrera rebateu bola rasteira para Alex Gonzalez, que errou a pegada. Tivesse Gonzalez pego a bola, o Cubs poderia ou ter encerrado a entrada com uma queimada dupla e estaria ainda a frente em duas corridas, ou no mínimo, eliminado um segundo jogador adversário. Ao contrário, todos jogadores chegaram a salvo, lotando as bases.
- Derrek Lee rebateu uma dupla, empatando a partida e retirando Prior do jogo.
- O arremessador substituto, Kyle Farnsworth concedeu um walk intencional para Mike Lowell, então sofreu um fly de sacrifício para Jeff Conine, dando a liderança ao Florida por 4–3. O campista direito Sammy Sosa arremessou a bola em direção ao home plate, permitindo que Lowell alcançasse a segunda base. O Cubs concedeu mais um walk intencional para Todd Hollandsworth lotando as bases novamente.
- Mike Mordecai limpou as bases com uma rebatida dupla, aumentando o placar para 7–3.
- Mike Remlinger substituiu Farnsworth e Juan Pierre rebateu uma simples alterando o placar para 8–3, Florida.
- Finalmente Luis Castillo, cujo popup iniciou a controvérsia, rebateu outro popup para a segunda base encerrando a entrada. No total, o Marlins enviou doze rebatedores para o plate e anotou oito corridas. O Florida venceu o jogo por 8–3.

Na noite seguinte, de volta ao Wrigley Field, o Florida derrotou o arremessador Kerry Wood vindo de um déficit de 5–3 para ganhar por 9–6, vencendo a flâmula. O Marlins venceria a World Series de 2003, batendo o New York Yankees por quatro jogos a dois. O Cubs não venceu outro jogo de  playoff após o incidente até 2015 quando bateram o Pittsburgh Pirates em jogo de wild card, mas seriam varridos na NLCS de 2015 pelo New York Mets.
Em 2016, a equipe avançou para a World Series pela primeira vez desde 1945, encerrando uma seca de 71 anos. Para alguns, isto representou o fim desta "maldição" em particular, pois o Cubs venceu a flâmula da NLCS, o que não conseguiu em 2003. O Cubs avançou derrotando o Cleveland Indians na World Series de 2016, encerrando a seca de 108 anos, noticiado pela mídia (e vociferado pelos fãs) como sendo o fim desta maldição e outras, incluindo a Maldição de Billy Goat.

### Para Bartman
Bartman permaneceu sentado enquanto a Fox repetidamente transmitia imagens ao vivo dele entre múltiplos replays da jogada. A imagem sombria de Bartman usando um boné do Cubs, óculos, fones de ouvido, camisa com gola olímpica verde se tornou memorável. Porque não havia telões ou JumboTrons com replays no  Wrigley Field na época, ninguém na multidão sabia de Bartman até que parentes e familiares de pessoas ao lado de Bartman, assistindo o jogo pela TV, começaram a ligar nos celulares, os informando de Bartman e suas imagens na TV. Muitos fãs começaram a apontar para Bartman, repetidamente o chamando de  "cuzão". Bartman teve que ser levado para longe do estádio sob escolta de segurança para sua própria segurança pois muitos fãs do Cubs gritavam  insultos para ele e outros jogavam detritos em Bartman; um dos fãs chegou a jogar cerveja em Bartman. A segurança escoltou Bartman e duas pessoas que o acompanhavam para o túnel de saída do campo. Novas filmagens do jogo o mostra cercado por seguranças enquanto transeuntes atiraram-lhe bebidas e outros detritos. O nome de Bartman, bem como suas informações pessoais apareceram no fórum online da Major League Baseball minutos após o término do jogo. Seis carros de polícia se posicionaram em frente a sua casa para protegê-lo e sua família após o incidente. Mais tarde, o então Governador de Illinois, Rod Blagojevich sugeriu que Bartman se juntasse a um programa de proteção de testemunha, enquanto o então Governador da Flórida, Jeb Bush ofereceu asilo a Bartman.
Logo após o incidente, Bartman soltou uma delcaração, dizendo que "sentia muito". Ele acrescentou: "Eu tinha meus olhos grudados na bola que se aproximava durante todo o tempo e estava tão concentrado no momento que nem vi Moisés Alou, muito menos que ele tinha uma jogada". Tentando se manter discreto, Bartman se recusou a conceder entrevistas, contratos publicitários e pedidos para aparecer publicamente, sua família mudou seu número de telefone para evitar assédio. Bartman solicitou que qualquer presente enviado para ele por fãs do Florida Marlins deveriam ser doados para a Juvenile Diabetes Research Foundation. Em julho de 2008, foi oferecido a Bartman $25.000 para autografar uma foto dele próprio na National Sports Collectors Convention em  Rosemont, Illinois, mas ele recusou a oferta. Também se recusou a aparecer como VIP no Wrigley Field. Em 2011, oito anos após o incidente, se recusou a aparecer no documentário da  ESPN, e recusou uma oferta de seis dígitos para aparecer em um comercial durante o Super Bowl.
Muitos fãs associaram o incidente de Bartman com a Maldição de Billy Goat, supostamente colocada sobre os Cubs durante a World Series de 1945 após   Billy Sianis e seu bode de estimação terem sido expulsos do Wrigley Field. O Cubs perderam aquela série para o Detroit Tigers em sete jogos e não retornariam a uma World Series até 2016. Bartman foi também comparado com o gato preto que em 1969, após correr pelo  Shea Stadium deu uma volta em Ron Santo que aguardava sua vez ao bastão em 9 de setembro de 1969, durante jogo da temporada regular entre o Cubs e o New York Mets. O Cubs estavam em primeiro lugar naquele momento, mas após a aparição do gato o Cubs perdeu o jogo e ficou oito jogos atrás do Mets na tablea, ficando de fora dos playoffs daquela temporada. Na Fox, Thom Brennaman disse após o incidente e a subsequente virada do Marlins:  "É seguro dizer que todo fã do Cubs deve estar se perguntando agora mesmo se a Maldição de Billy Goat está viva e bem?"
Até 2013, Bartman ainda vivia em Chicago e trabalhava para uma consultoria de serviços financeiros. Ele ainda se recusa a dar entrevistas e nunca retornou ao Wrigley Field.
Em 2 de outubro de 2015, o fã do Cubs, Keque Escobedo criou uma campanha no GoFundMe procurando arrecadar $5.000 em doações para enviar Bartman ao jogo de Wild Card na Liga Nacional de 2015 contra o Pittsburgh Pirates. Enquanto a campanha estava em mais da metade da meta, Bartman não aceitou a oferta e os fundos foram enviados para Alzheimer's Association.
Durante a temporada de 2016 do Chicago Cubs, Bartman recebeu renovada atenção da mídia pois o Cubs progredia pelos playoffs. Na metade de outubro de  2016, enquanto o Chicago Cubs jogavam a NLCS, o Chicago Sun-Times conseguiu contato com o advogado e porta-voz de Bartman, Frank Murtha. Como usual, Bartman através de Murtha recusou uma entrevista. Em 23 de outubro de 2016, o Cubs estava novamente em casa liderando por 3-2 no Jogo 6 da NLCS, similar ao jogo de 2003 da NLCS. O Cubs acabou vencendo o jogo e se qualificando para a World Series de 2016. Após vencer a flâmula, muitos fãs do Cubs fizeram uma petição ao time permitindo que Bartman fizesse o primeiro arremesso durante a World Series de 2016. Entretanto o representante de Bartman, Frank Murtha, disse a  CNN que Bartman não queria estar nos holofotes, e que havia "escassa, nenhuma chance" que Bartman concordaria em fazer o primeiro arremesso.
A World Series aconteceu sem nenhuma aparição pública de Bartman. Em 2 de novembro de 2016, o Chicago Cubs venceu a World Series pela primeira vez  desde 1908, encerrando a tão falada Maldição de Billy Goat. Após a vitória na World Series, Murtha disse, "(Bartman) estava radiante com a vitória do Cub, bem como todos os fãs do Cubs estavam." Além disso, quando ligações foram feitas para que Bartman fizesse parte da parada da vitória ou ideias similares, era respondido que "A única coisa que Steve e eu falamos a respeito do Cubs era se ele ganharia, ele não quer ser uma distração para os feitos dos jogadores e da organização."

### Destruição da Bola
A bola foi arrematada por um advogado de Chicago e vendido em um leilão em Dezembro de 2003. Grant DePorter a comprou por $113,824.16 em nome do grupo de restaurantes do narrador da MLB Harry Caray. Em 26 de Fevereiro de 2004, a bola foi detonada em público pelo expert em efeitos especiais Michael Lantieri.
Em 2005, os restos da bola foram usados pelo restaurante em um molho de macarrão. Nenhuma parte da bola foi no molho, mas a bola foi fervida e o vapor capturado, destilado, e adicionou-se a mistura final.
Hoje, os restos da bola estão exibidos no Chicago Sports Museum.

### O assento de Bartman

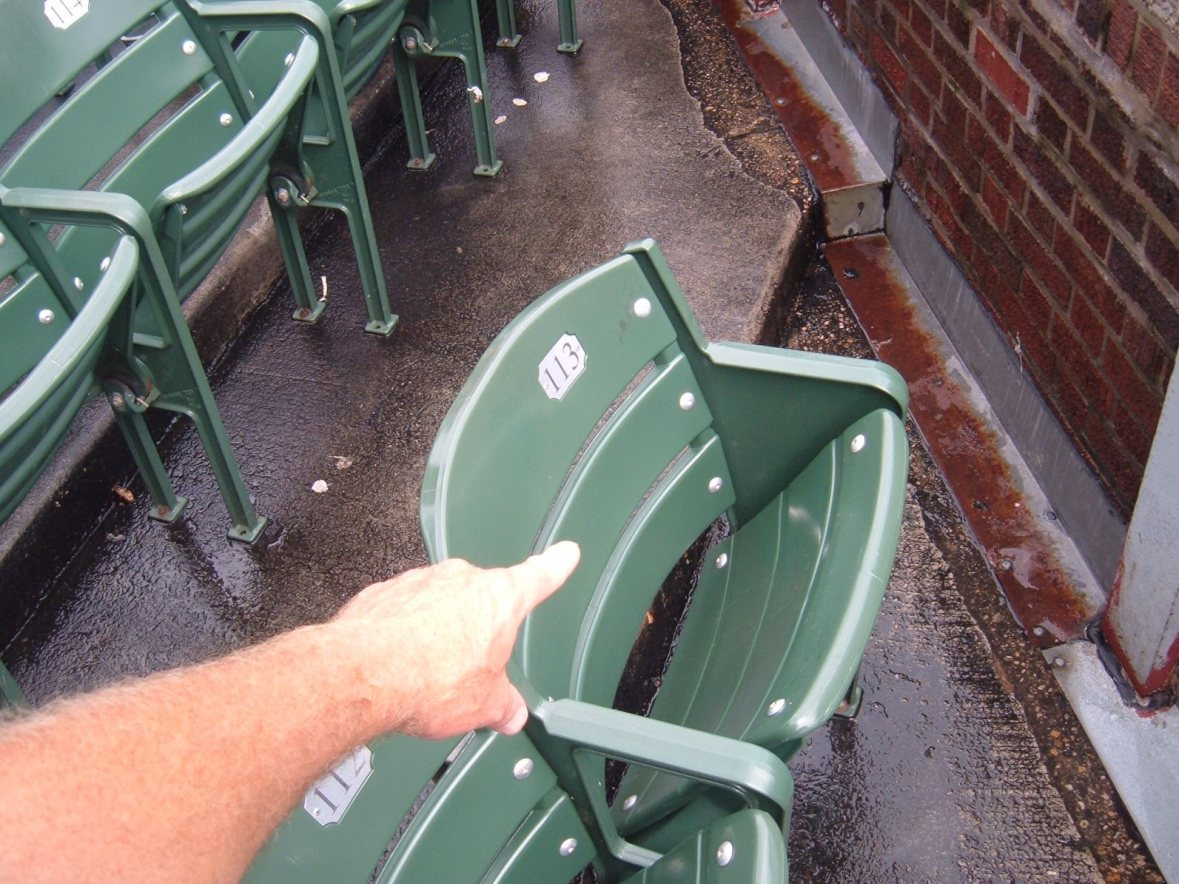
Assento de Steve Bartman, Corredor 4, Linha 8, Assento 113.

Nos anos que se seguiram ao acidente, o assento onde Bartman sentou – Corredor 4, Linha 8, Assento 113 – se tornou uma atração turística no estádio Wrigley Field, onde fãs tiram fotos sentados no fatídico local, especialmente durante o Jogo 6 da NLCS de 2016.

### Moisés Alou
Em abril de 2008, Moisés Alou foi citado pela Associated Press tendo dito: "Sabe o que é engraçado? Eu não teria pego a bola, de qualquer maneira." Entretanto, Alou mais tarde negou a estória: "Não lembro disso," ele disse ao jornalista do The Palm Beach Post. "Se eu disse isto, eu provavelmente estava fazendo uma piada para fazer [Bartman] se sentir melhor. Mas não me lembro dizendo isso." Alou acrescentou: "É hora de perdoar o cara e seguir em frente."
No documentário de 2011, Catching Hell, Alou afirma, "Estou 100% convencido que tinha aquela bola na minha luva."

## Vitória do Cubs na World Series de 2016
Através de seu porta-voz, Frank Murtha, Bartman congratulou o Cubs em sua vitória sobre o Cleveland Indians. Murtha não afirmou se Bartman assistiu a série mas afirmou que Bartman não iria à parada da vitória do Cubs em Chicago. 